# Disco Demolition Night
La Disco Demolition Night (in italiano "notte della demolizione della disco") è stata una promozione pubblicitaria del conduttore radiofonico Steve Dahl contro la musica disco, tenutasi il 12 luglio 1979 al Comiskey Park di Chicago e degenerata in sommossa.
Al culmine dell'evento, nell'intervallo della doppia partita di MLB tra Chicago White Sox e Detroit Tigers, una cassa piena di album di musica disco fu fatta esplodere. Molti dei presenti erano accorsi allo stadio per assistere al rogo anziché agli incontri, e si precipitarono in massa sul terreno di gioco in seguito alla detonazione principale. Il terreno risultò talmente danneggiato dall'esplosione e dal vandalismo dei partecipanti che i White Sox furono costretti a ritirarsi dalla seconda partita e concedere la vittoria a tavolino alla squadra avversaria.
L'evento è ritenuto uno dei più incisivi e controversi precursori del tramonto della musica disco negli Stati Uniti, laddove in Europa il genere avrebbe continuato a trarre linfa dal successo della Euro disco (e della variante Italo disco).

## Storia

### Origini e successo della disco music
Sul finire degli anni '70 la disco rappresentava il genere musicale di gran lunga più popolare negli Stati Uniti, sulla scia del grande successo al botteghino de La febbre del sabato sera del 1977. La cultura disco era nata negli anni '60 nei locali notturni di New York, dove i DJ avevano preso a riprodurre musica dance d'importazione. Il genere affondava le proprie radici nelle comunità afroamericana e gay, ma in breve tempo riuscì a diventare parte del mainstream, finendo per influenzare anche artisti bianchi associati a melodie più pacate (come Barry Manilow in Copacabana). Lo straordinario successo della musica da discoteca è inoltre esemplificato dal fatto che per ventitré delle ventotto settimane del 1979 precedenti la Disco Demolition Night, in testa alle classifiche dei singoli statunitensi v'era stato un brano riconducibile alla disco. La serie ebbe una significativa interruzione nell'agosto 1979, quando My Sharona dei Knack rimase per ben sei settimane in testa alla Billboard Hot 100, risultando in seguito il singolo più venduto dell'anno. 
Al contempo, numerosi fan del rock collegavano il momento di decadenza del loro genere preferito all'impetuosa ascesa della disco. Una conferma alle congetture parve provenire dalla 21ª edizione dei Grammy Awards del febbraio 1979, che ribadì la straordinaria influenza della disco sul panorama musicale statunitense e non. Alcuni commentatori criticavano l'eccessiva "meccanicità" della disco, mentre altri ne disprezzavano i costumi stravaganti e le provocazioni a sfondo sessuale. Secondo lo storico Gillian Frank, "al tempo della Disco Demolition Night [...], i media [...] coltivavano la sensazione diffusa che la disco music stesse prendendo il sopravvento".

### La partita e i disordini
I White Sox, formazione del South Side di Chicago alle prese con una stagione poco entusiasmante, decisero di ingaggiare l'istrionico conduttore radiofonico Steve Dahl nel tentativo di vendere più biglietti casalinghi in vista della doppia sfida di American League contro i Detroit Tigers. Dahl, che aveva da poco perso il suo lavoro in una stazione radio a causa della transizione di quest'ultima al genere disco, ebbe così l'idea di promuovere il match del 12 luglio contro Tigers "serata contro la musica disco", riducendo il prezzo d'ingresso a 98 cents per i partecipanti che avessero portato con sé un album disco. Tra una partita e l'altra, Dahl avrebbe quindi distrutto la raccolta di vinili in un'unica spettacolare esplosione.
Con il suddetto metodo, lo staff dei White Sox sperava di attrarre circa 20 000 spettatori (5 000 in più della media stagionale). Al contrario, se ne presentarono 50 000, ed altre migliaia avrebbero continuato ad intrufolarsi dopo la chiusura dei cancelli.

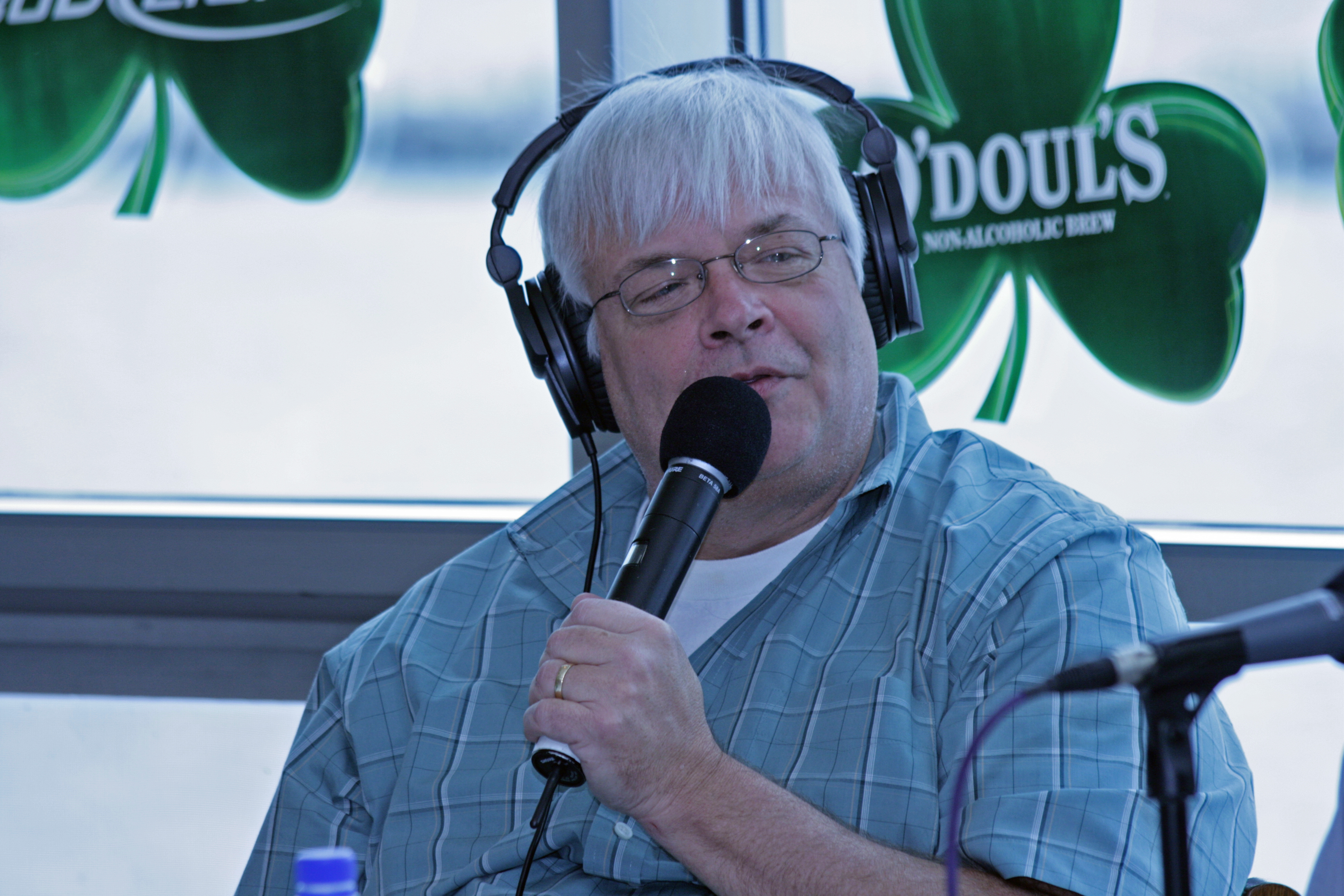
Il promotore dell'evento, Steve Dahl, in una foto del 2008

Conclusosi il primo incontro, Dahl, in divisa militare e con un elmo, apparve sul campo di gioco insieme al collega di radio Garry Meier e alla modella Lorelei. Dopo aver fatto il giro del campo in una Jeep, i tre procedettero verso il campo centrale, dove li attendeva la scatola contenente i dischi, cosparsa di esplosivo. A questo punto, Dahl e Meier aizzarono la folla cantando "disco sucks" ("la disco fa schifo"). Dahl fece quindi detonare gli esplosivi, distruggendo i dischi e provocando un grande buco nell'erba del campo. Dato che la maggior parte del personale di sicurezza continuò a sorvegliare i cancelli esterni, non rimase quasi nessuno a guardia della superficie di gioco. Ben presto, quindi, parte della folla si precipitò sul campo: alcuni si arrampicarono sui pali, altri diedero spontaneamente fuoco ai dischi o strapparono l'erba del campo di gioco, la gabbia di battuta fu distrutta e le basi sradicate. La devastazione si fermò solo con l'intervento della polizia antisommossa.
La seconda partita fu inizialmente posticipata, ma il giorno successivo venne persa dai White Sox per ordine del presidente dell'American League, Lee MacPhail.

## Impatto culturale
La Disco Demolition Night è rimasta nell'immaginario collettivo statunitense come lo scenografico "inizio della fine" della disco music. Studiosi e musicisti si sono interrogati sulla natura dell'evento: alcuni commentatori hanno sostenuto che si sia trattato di una vera e propria "guerra etnica" tra fan del rock (in gran parte bianchi WASP) e seguaci della disco (ritenuti vicini al mondo dell'omosessualità e degli eccessi edonistici dello Studio 54, nonché alle minoranze afro-americane e dei Latinos). Nile Rodgers ha definito l'evento come l'equivalente musicale dei roghi di libri avvenuti in epoca nazista, mentre Gloria Gaynor ha affermato che ad aver promosso la rivolta possa essere stato "qualcuno i cui profitti economici venivano danneggiati dalla popolarità della disco music", che avrebbero perciò adottato una "mentalità da mafiosi". Dave Marsh, opinionista di Rolling Stone ha descritto la Disco Demolition Night come "la più paranoica delle fantasie su dove avrebbe potuto condurre infine la pulizia etnica del rock". Di opinione diversa Harry Wayne Casey, frontman della KC and the Sunshine Band, il quale ha affermato di non credere che l'evento in sé sia stato discriminatorio, ritenendo Dahl semplicemente un "idiota". Dahl stesso ha sempre respinto al mittente le accuse di omofobia e razzismo, affermando che si sia trattato di "un gioco, e nemmeno di grande rilevanza culturale".
Lo storico Joshua M. Zeitz ha inoltre messo in evidenza l'orientamento politico oscillante dei partecipanti alla Disco Demolition Night, avendo prima sostenuto il liberale Ted Kennedy nelle primarie democratiche, e quindi il candidato repubblicano conservatore Ronald Reagan alle elezioni presidenziali del 1980. Zeitz ha affermato: "Vista sotto questa luce, la Disco Demolition Night suffraga un'interpretazione completamente diversa degli anni '70, quella di un decennio che ha visto l'americano comune gravitare verso alternative radicali [...], sia di destra che di sinistra, per la frustrazione verso il centro politico" (rappresentato in quel caso dal presidente Jimmy Carter).
Ad opinione dell'analista di baseball Jeremiah Graves, "la Disco Demolition Night rimane nell'infamia come una delle promozioni più sconsiderate di tutti i tempi, ma probabilmente una delle più riuscite, visto che [...] ne stiamo ancora tutti parlando".

## Tabellino dell'incontro
| Chicago 12 luglio 1979, ore 18:00 CT | Detroit Tigers | 4 – 1 referto | Chicago White Sox | Comiskey Park (47 795 spett.)\| Arbitro: \| Dave Phillips \| |
| Arbitro:                             | Dave Phillips  |               |                   |                                                              |

Il 2º incontro è stato vinto a tavolino dai Detroit Tigers per 9-0.

## Curiosità
- A partecipare alla sommossa fu anche l'attore Michael Clarke Duncan, nativo di Chicago e all'epoca appena ventunenne, al quale fu peraltro rubata una fibbia della sua cintura d'argento